# Copa Nova Zelândia de Futebol
A Copa Nova Zelândia de Futebol, chamada de Chatham Cup é o principal torneio eliminatório do futebol masculino de Nova Zelândia. É disputado anualmente, com a final sendo disputada em Setembro. O atual campeão da Chatham Cup é o Auckland City, que derrotou o Eastern Suburbs por 1-0 na final, conquistando seu primeiro título.

## História
A Chatham Cup é disputada por equipes de toda a Nova Zelândia, e é disputada anualmente desde 1923 com a exceção de 1937, 1941-44 e 2020. Tipicamente, entre 120 a 150 equipes participam, com prorrogação e disputa de pênaltis utilizados como critério de desempate. No passado, jogos-extra eram utilizados e nos primeiros anos da competição o número de escanteios decidia jogos empatados.
A taça foi presenteada a então New Zealand Football Association em 1922 pela tripulação do HMS Chatham como um gesto de agradecimento pela hospitalidade que receberam em uma visita a Nova Zelândia. O troféu é inspirado no troféu da Copa da Inglaterra.
As equipes mais vitoriosas na Chatham Cup foram o Mount Wellington (sete títulos, dois deles depois da fusão com Auckland University), Christchurch United e North Shore United (seis títulos cada). A maioria dos campeões vieram das principais cidades de Auckland, Wellington e Christchurch, embora equipes de Dunedin, Gisborne, Hamilton, Masterton, Nelson e Napier também venceram a competição, e os primeiros campeões vieram do pequeno assentamento de Seacliff, com vários jogadores sendo funcionários do hospital psiquiátrico próximo.
O torneio acontece anualmente desde 1923 com seis exceções. A edição de 1937 foi cancelada por conta do baixo número de times inscritos (somente 12 equipes se inscreveram para competir), quatro edições (entre 1941 e 1944) foram canceladas por causa da Segunda Guerra Mundial, e a edição de 2020 foi cancelada por causa da Pandemia de COVID-19..

### Os primeiros anos
Muitos dos primeiros vencedores da competição estão extintos, uma vez que o torneio não era efetivamente organizado na Nova Zelândia até o advento da liga nacional em 1970 e ainda permanece em grande parte amador até hoje. Muito clubes antigos da Nova Zelândia fundiram-se com seus vizinhos ou fecharam.
Até 1970, a final era disputada entre os vencedores dos torneios da Ilha Norte e da Ilha Sul, com as semifinais frequentemente chamadas de "finais de ilha". Nos primeiros anos da competição, cada associação regional enviava seu próprio campeão para representar a região na Chatham Cup, levando a confusão em muitos dos primeiros registros com finais regionais, finais de ilha e a final nacional sendo simplesmente referidas como "finais". Mais confusão é causada pela natureza incompleta de muitos dos primeiros registros da competição. Somente depois da primeira publicação de um anuário de futebol da Nova Zelândia em 1965 que qualquer registro sistemático começou a ocorrer.
As primeiras edições da Chatham Cup não eram bem apoiadas pelos clubes, e os regulamentos acerca da entrada na competição eram muitas vezes financeiramente proibitivos. As equipes recebiam somente um pequeno percentual do dinheiro de bilheteria, e frequentemente tinham que fazer viagens bem mais longas do que faziam em suas ligas regionais. Preocupações com os custos envolvidos e o limitado suporte financeiro providenciado pela NZFA para os participantes do torneio levou a dissolução de algumas equipes devido às dívidas contraídas, notadamente o campeão Harbour Board, e a competição em si foi tão mal apoiada pelos clubes que mal sobreviveu às primeiras temporadas. Somente cerca de 30 clubes participaram em cada uma das primeiras edições do torneio, apesar de ter mais de 450 clubes registrados junto a administração de futebol do país em 1924; participação da Ilha Sul era baixa, com somente alguns clubes disputando as primeiras edições e a edição de 1937 foi cancelada depois que somente 12 times se registraram para participar.
Apesar disso, os jogos registravam grandes público, indicando popularidade do torneio. A final regional de Wellington de 1924 foi jogado diante de um público de 1.500 torcedores, um em cada sessenta da população de Wellington da época, e a final nacional de 1928 foi assistida por 6.000 espectadores.

### Competição no pós-guerra
Apoio para a competição pelos clubes ganhou impulso desde que viagens se tornaram mais fáceis em todo o país e regulação financeira da competição foi facilitada. Desde a Segunda Guerra Mundial, é comum que 100 a 150 equipes participem da competição.
Desde a década de 1960 as edições são organizadas com uma fase preliminar e (ocasionalmente) uma rodada qualificatória, quatro ou cinco rodadas, quartas-de-final, semifinal e final. Edições começam em Abril e a final é normalmente disputada em Setembro. Rodadas iniciais são disputadas regionalmente dentro das quatro regiões de competição do país.
Entre 2004 e 2020, o Campeonato Neozelandês de Futebol era disputado num sistema de clubes franquias ao invés do formato de clubes tradicionais e esses clubes franquias não disputavam a Chatham Cup. A atual Liga Nacional da Nova Zelândia substituiu o antigo sistema e os principais times do países voltaram a disputar a Copa, entrando nas fases mais avançadas do torneio.
De 1986 a 1988, a final foi disputada em dois jogos ida e volta, mas nos outros anos tem sido em jogo único. Em 1952, a final terminou 1-1 e o título foi compartilhado. Um jogo de desempate foi utilizado para decidir as finais de 1970, 1972 e 1983 e disputa de pênaltis decidiu as finais de 1990 e 2001.

## Campeões
| - 1923 - Seacliff (Otago) - 1924 - Harbour Board (Auckland) - 1925 - YMCA (Wellington) - 1926 - Sunnyside (Christchurch) - 1927 - Ponsonby - 1928 - Petone - 1929 - Tramways (Auckland) - 1930 - Petone - 1931 - Tramurewa (Auckland) - 1932 - Wellington Marist - 1933 - Ponsonby - 1934 - Thistle (Auckland) - 1935 - Hospital (Wellington) - 1936 - Western (Christchurch) - 1937 - Competição cancelada - 1938 - Waterside (Wellington) - 1939 - Waterside (Wellington) - 1940 - Waterside (Wellington) - 1941-44 - nenhuma competição devido à II Guerra Mundial - 1945 - Western (Christchurch) - 1946 - Wellington Marist - 1947 - Waterside (Wellington) - 1948 - Christchurch Technical Old Boys - 1949 - Petone - 1950 - Eden (Auckland) - 1951 - Eastern Suburbs (Auckland) - 1952 - North Shore United e Western (Christchurch) (título compartilhado) - 1953 - Eastern Suburbs (Auckland) - 1954 - Onehunga - 1955 - Western (Christchurch) - 1956 - Stop Out (Wellington) - 1957 - Seatoun | - 1958 - Seatoun - 1959 - Northern (Dunedin) - 1960 - North Shore United - 1961 - Northern (Dunedin) - 1962 - Hamilton Technical Old Boys - 1963 - North Shore United - 1964 - Mount Roskill - 1965 - Eastern Suburbs (Auckland) - 1966 - Miramar Rangers - 1967 - North Shore United - 1968 - Eastern Suburbs (Auckland) - 1969 - Eastern Suburbs (Auckland) - 1970 - Blockhouse Bay - 1971 - Western Suburbs FC (Wellington) - 1972 - Christchurch United - 1973 - Mount Wellington (Auckland) - 1974 - Christchurch United - 1975 - Christchurch United - 1976 - Christchurch United - 1977 - Nelson United - 1978 - Manurewa - 1979 - North Shore United - 1980 - Mount Wellington (Auckland) - 1981 - Dunedin City - 1982 - Mount Wellington (Auckland) - 1983 - Mount Wellington (Auckland) - 1984 - Manurewa - 1985 - Napier City Rovers - 1986 - North Shore United - 1987 - Gisborne City - 1988 - Waikato United - 1989 - Christchurch United - 1990 - Mount Wellington (Auckland) - 1991 - Christchurch United | - 1992 - Miramar Rangers - 1993 - Napier City Rovers - 1994 - Waitakere City - 1995 - Waitakere City - 1996 - Waitakere City - 1997 - Central United (Auckland) - 1998 - Central United (Auckland) - 1999 - Dunedin Technical - 2000 - Napier City Rovers - 2001 - University - Mount Wellington (Auckland) - 2002 - Napier City Rovers - 2003 - University - Mount Wellington (Auckland) - 2004 - Miramar Rangers - 2005 - Central United (Auckland) - 2006 - Western Suburbs FC (Wellington) - 2007 - Central United (Auckland) - 2008 - East Coast Bays - 2009 - Wellington Olympic - 2010 - Miramar Rangers - 2011 - Wairarapa United (Masterton) - 2012 - Central United - 2013 - Cashmere Technical (Christchurch) - 2014 - Cashmere Technical (Christchurch) - 2015 - Eastern Suburbs - 2016 - Birkenhead United - 2017 - Onehunga Sports - 2018 - Birkenhead United - 2019 - Napier City Rovers FC - 2020 - Competição cancelada devido a Pandemia de COVID-19. - 2021 - Cashmere Technical (Christchurch) - 2022 - Auckland City (Auckland) - 2023 - Christchurch United (Christchurch) - 2024 - Wellington Olympic |

## Recordes

### Maiores campeões
| Wins | Club                        | Years                                    | Notes                                           |
| 7    | Christchurch United         | 1972, 1974, 1975, 1976, 1989, 1991, 2023 |                                                 |
| 7    | University-Mount Wellington | 1973, 1980, 1982, 1983, 1990, 2001, 2003 | Primeiros cinco títulos como Mount Wellington   |
| 6    | Eastern Suburbs             | 1951, 1953, 1965, 1968, 1969, 2015       |                                                 |
| 6    | North Shore United          | 1952, 1960, 1963, 1967, 1979, 1986       | Título compartilhado em 1952                    |
| 5    | Central United              | 1997, 1998, 2005, 2007, 2012             |                                                 |
| 5    | Napier City Rovers          | 1985, 1993, 2000, 2002, 2019             |                                                 |
| 4    | Cashmere Technical          | 1948, 2013, 2014, 2021                   | Primeiro título como Christchurch Technical     |
| 4    | Manurewa AFC                | 1929, 1931, 1978, 1984                   | Como Tramways in 1929, e como Tramurewa in 1931 |
| 4    | Miramar Rangers             | 1966, 1992, 2004, 2010                   |                                                 |
| 4    | Waterside                   | 1938, 1939, 1940, 1947                   |                                                 |
| 4    | Western                     | 1936, 1945, 1952, 1955                   | Título compartilhado em 1952                    |
| 3    | Petone                      | 1928, 1930, 1949                         |                                                 |
| 3    | Waitakere City              | 1994, 1995, 1996                         |                                                 |
| 3    | Western Suburbs             | 1935, 1971, 2006                         | Primeiro título como Hospital AFC               |

### Mais aparições em finais
| Finals | Wins | Club                        | Most recent appearance | Notes |
| 12     | 7    | University-Mount Wellington | 2003*                  | primeiras 10 aparições como Mount Wellington                                                                         |
| 12     | 6    | North Shore United          | 1995                   | |
| 10     | 7    | Christchurch United         | 1991*                  | |
| 10     | 4    | Cashmere Technical          | 2021*                  | primeiras seis aparições (incluindo um título) como Technical Old Boys, sétima aparição como Christchurch Technical. |
| 9      | 6    | Eastern Suburbs             | 2015*                  | |
| 9      | 5    | Central United              | 2017                   | |
| 9      | 4    | Western                     | 1966                   | |
| 8      | 5    | Napier City Rovers          | 2019*                  | |
| 8      | 2    | Northern                    | 1962                   | |
| 7      | 3    | Waitakere City              | 2016                   | |

Nota: O asterisco indica que a equipe venceu a Chatham Cup no ano indicado

### Outros recordes
- Maior goleada (final): 7
  - Seatoun 7–1 Christchurch City (1958)
  - Christchurch United 7–1 Rotorua City (1989)
- Maior goleada: 21
  - Metro 21–0 Norwest United (1998)
  - Central United 21–0 Norwest United (2005)
- Mais gols em uma final: 8
  - Waterside Karori 6–2 Mosgiel (1940)
  - Western 6–2 Eastern Suburbs (1955)
  - Seatoun 7–1 Christchurch City (1958)
  - North Shore United 5–3 Technical Old Boys (1960)
  - Christchurch United 4–4 (a.e.t) Mount Wellington (1972)
  - Christchurch United 7–1 Rotorua City (1989)
- Jogador com mais títulos: 6: Steve Sumner
- Mais aparições em finais: 8: 
  - Tony Sibley
  - Ron Armstrong
- Mais gols em uma final: 6: John Donovan pelo Seatoun, 1958
- Mais times em uma edição: 174 (1991)